# Copris pseudochus
Copris pseudochus là một loài bọ cánh cứng trong họ Bọ hung (Scarabaeidae).